# Тишківська сільська територіальна громада
Тишківська сільська територіальна громада — територіальна громада в Україні, в Новоукраїнському районі Кіровоградської області. Адміністративний центр — село Тишківка.
Площа громади — 271,73 км², населення — 3957 осіб (2019).
Утворена 4 травня 2018 року шляхом об'єднання Гаївської, Тишківської та Федорівської сільських рад Добровеличківського району.

## Населені пункти
У складі громади 11 сіл:
- Тишківка
- Андріївка
- Богданівка
- Вірне
- Гаївка
- Новомихайлівка
- Новотишківка
- Осикове
- Показове
- Попівка
- Федорівка